# Daniel Brugès
Daniel Brugès est un écrivain français né le 19 mai 1958 à Neuvéglise dans le Cantal. Il écrit en français mais également en occitan.

## Biographie
Né en 1958, à Neuvéglise (Cantal). Après avoir été instituteur en milieu rural puis conseiller pédagogique en Arts Visuels à l'inspection de l'éducation nationale de Saint-Flour (Cantal), Daniel Brugès est désormais retraité. Il intervient régulièrement en milieu scolaire pour la poésie et les arts. Il est à l'origine de plusieurs manifestations culturelles dont la Foire aux Livres de Ruynes en Margeride, la Foire aux Métiers d'Art de Clavières ou « Agrifolies » de Neuvéglise mais aussi créateur de performances artistiques avec son épouse Christiane (ex. : peindre 365 tableaux sur le thème du livre au rythme de un par jour pendant un an et les exposer collectivement le 14 juillet sur la place de Ruynes en Margeride).  
Présent régulièrement sur des salons littéraires régionaux ou nationaux (Paris, Brive, Saint-Étienne, Nancy...), Daniel Brugès est un spécialiste de la ruralité et des campagnes. A ce jour, il est l'auteur de plus de cinquante  livres (poésie, roman, ethnologie, dessin d'humour, carnets de voyage, ouvrage de cuisine, albums jeunesse...), la plupart édités par les éditions De Borée. Plusieurs de ses textes se trouvent dans des ouvrages scolaires (Editions Nathan, Hachette, Hatier, Magnard). L'école Trampoline de Varsovie adapte le poème L'Enfant pour un festival du court-métrage francophone.
Par ailleurs Daniel Brugès écrit en occitan et... expose ses tableaux et enveloppes Mail Art en France mais aussi dans de nombreuses galeries et lieux culturels à l'étranger.

## Publications
- Douceurs d'Auvergne, recettes de Christiane Valat - éditions De Borée - mai 2025
- Amours de chats, éditions De Borée -  septembre 2024
- Voyage au coeur du Cantal, Bande dessinée réalisée en collaboration avec Laure Kuntz, Yann et Jean-Christophe Sugey-Fils, Editions Perles- juin 2023
- Epluchez ! Il en restera quelque chose de bon, recettes de Christiane Valat - éditions De Borée - printemps 2023
- Dictons et proverbes du jardin - éditions De Borée -  juin 2022
- Contes, légendes et autres dires d’Auvergne : Quand rôdaient les diables et les loups - éditions De Borée - octobre 2021
- Petits plats mijotés, nos recettes conviviales, recettes de Christiane Valat, - éditions De Borée - octobre 2021
- Plantes bienfaisantes, carnet de papeterie, - éditions De Borée - Avril 2021
- Dans un battement d’ailes, carnet de papeterie, - éditions De Borée - Avril 2021
- Promenade en Auvergne, carnet de papeterie, - éditions De Borée - Avril 2021
- Délices d’Auvergne, carnet de papeterie avec recettes de Christiane Valat, - éditions De Borée - Avril 2021
- Les Mystères du Cantal, version poche, - éditions De Borée - Avril 2021
- Vaches, photographies de Laurence Barruel, - éditions De Borée - Octobre 2020
- Au fil des chemins, carnet de papeterie, - éditions De Borée - Octobre 2020
- Tout naturellement, carnet de papeterie, - éditions De Borée - Octobre 2020
- Mes secrets de nature, (ouvrage illustré couleur), collection Beaux-Livres - éditions De Borée - Octobre 2019
- Nos bons fromages d'Auvergne, recettes de Christiane Valat, - éditions De Borée - Avril 2018
- Promenade dans mon Auvergne, (ouvrage illustré couleur), collection Beaux-Livres - éditions De Borée - septembre 2018 Prix Nos Racines d'Auvergne 2022
- À la découverte des burons (album jeunesse illustrations couleurs à l'aquarelle avec un texte d'Antonin Malroux) - éditions La Vache qui lit- Avril 2017
- Au village de notre enfance (ouvrage illustré couleur), collection Beaux-Livres - éditions De Borée - Octobre 2016[2]
- Au soleil des loups (illustrations couleurs pour le livre écrit par André Ricros) - éditions de La Flandonnière - Octobre 2016
- Cantal... instantanés (ouvrage illustré couleur, textes et aquarelles D. Bruges et  photographies de Jacques Raymond) - éditions de La Flandonnière - Octobre 2015
- Recettes de nos montagnes (ouvrage illustré, en collaboration avec Christiane Valat) - éditions De Borée - Avril 2015
- Une si petite étoile (en collaboration avec Marie Brugès) - éditions Tournez la Page - juin 2014
- Les Mystères du Cantal (en collaboration avec R. de Rosa...) - éditions De Borée - Octobre 2013
- Dictons, proverbes et autres sagesses de nos campagnes (ouvrage cartonné illustré d'aquarelles et comportant plusieurs centaines de dictons campagnards) - Éditions De Borée - octobre 2012
- Dictons, proverbes et autres sagesses d'Auvergne (ouvrage illustré en noir et blanc)- Réédition au format poche du beau livre publié en 2007 - éditions De Borée, collection poche pratique - mars 2012
- Vaches de nos régions - éditions De Borée - octobre 2011
- Les Mystères du Cantal - éditions De Borée -  octobre 2010
- Terres d'Aubrac (carnet de voyage illustré) - Éditions De Borée (mai 2009), nouvelle édition octobre 2012, Prix Arverne 2010
- Recettes d'Auvergne (ouvrage illustré, en collaboration avec Christiane Valat) - éditions De Borée (mai 2008)
- Dictons, proverbes et autres sagesses d'Auvergne (ouvrage illustré en couleur)- éditions De Borée (octobre 2007, nouvelle édition février 2009)
- Vivre la terre : Jean et Marie-Louise paysans (photos et textes) - éditions De Borée (octobre 2006) Grand Prix de la Société Savante « La Haute-Auvergne »
- Prom'nons nous  (album jeunesse) -éditions Les Coffrets de l'Imaginaire (2006)
- Mon Cantal, carnet d’un voyageur d'ici (Carnet de voyage illustré) – éditions De Borée (2004), nouvelle édition octobre 2012
- Instants d'enfance (roman), Ed. Les coffrets de l’imaginaire - diffusion De Borée (2003)
- Fioc et diable (contes comptines et légendes d’Auvergne), éditions CREER (2003, réédition de l’édition de 1984)
- Rimelines, calligrammes et autres poésies (poésie), Ed. Brugès (2001)
- D’hier à aujourd’hui Neuvéglise (histoire et ethnologie), Ed. Brugès (2000) épuisé
- Félix Daval, François Cognéras, Jacques Chauvin, Daniel Brugès, Hervé Quesnel et Étienne Coudert (oc), A fonts mescladas : Novèlas e cronicas d'Auvernha e sas marchas limosinas e de Velai d'una esquipa d'ecrivèires dau pais "de los pueis e de las fonts", Aurillac, Ostal del libre, coll. « A tots », 2004 (1re éd. 1991), 169 p. (ISBN 9782859101053)
- Écrivains en campagne (collectif), coédition ministère de la Culture DRAC Auvergne – Cheyne Éditeur (1998)
- Le chant des loups et autres contes de neige rêvés en Auvergne (contes pour enfants), Ed. Les Coffrets de l’imaginaire (1998) épuisé
- Je connais un pays (nouvelles poétiques illustrées), Ed. La Dépêche d’Auvergne (1993 et réédition 1995) épuisé
- L’homme et les bœufs de travail (ethnologie), Ed. Créer (1995) épuisé, réédition numérique prévue en décembre 2010 par les éditions CREER
- Quo's per rire (dessins d'humour)- Ed. institut d'Études Occitanes/Centre Culturel Norib (1990) épuisé
- La maison d’enfance (poésie), Ed. Brugès (1982) épuisé
- Adagio pour un amour (poésie), Ed. Maison Rhodanienne de poésie (1980) épuisé
- Les parfums interdits (poésie), Ed. Subervie (1978) épuisé

## Prix
Daniel Brugès est détenteur des palmes académiques avec le grade d'officier (promotion du 14 juillet 2000).

### Littérature
- Prix de l'aide à l'édition 1980
- Prix international de poésie libre H. Dechamps attribué par le Cercle International de la Pensée et des Arts Français 1980
- 3e Prix Guiraut Riquier lors du Grand Prix de Poésie « Trobadors » de la ville de Narbonne en 1981
- Diplôme d'Honneur du Prix Paul Baqué aux XXe jeux de l'Humour de l'Académie Gauloise en 1982
- 1er Prix de poésie occitane lors du concours organisé par la Bibliothèque Centrale de Prêts-Conseil Général du Cantal en mai 1983
- Inscrit « Feuillet d'Or Arts et Lettres» du livre d'Honneur du Cercle International de la Pensée et des Arts Français 1984 et titulaire de la médaille d'argent
- Grand Prix de la Société Savante « La Haute-Auvergne » 2007
- Prix Arverne 2010
- Prix Nos racines d'Auvergne 2022[7]

### Dessin, peinture et photographie
- Diplôme d'honneur de la fondation « Bilan de l'Art Contemporain » pour sa participation à l'exposition « Jeunes artistes » à New-York en 1982
- 1er Prix de Dessin attribué par la bibliothèque Centrale de Prêts-Conseil Général du Cantal le 4 mai 1983
- Grand Prix de la ville de Saint-Chély d'Apcher lors du 4e Festival d'Art en juillet 1983
- Grand Prix du musée de Salers-Conseil Général du Cantal pour le concours d'affiche 2001
- Prix de la fondation Paul Ricard, catégorie peinture à l'huile, attribué lors des Rencontres Annuelles des Peintres du Dimanche en mai 1987 à Clermont-Ferrand.
- Nommé dans la catégorie « photographe » lors du 6e trophée de la Carte Postale d'Or à Nantes en novembre 1996

Par ailleurs, Daniel Brugès a reçu le diplôme d'Honneur et la Médaille d'Argent de la Société d'Encouragement aux Arts et Lettres pour l'ensemble de son œuvre le 15 mars 1995.